# Dagen derpå hr. direktør
Dagen derpå hr. direktør er en dansk spillefilm fra 1989, der er instrueret af Finn Sønderlyng. Filmen er færdiggjort og censureret, men har aldrig haft premiere.

## Handling
Denne artikel mangler et handlingsreferat. Hjælp os med at skrive det.